# 泰坦TITAN (團體)
泰坦TITAN是台灣男子音樂團體，由比利、奧斯丁、正義、漢之四名成員組成，現為歌手大隸所組成的本勢娛樂經紀公司旗下藝人。

## 團名
以希臘神話中的巨人族「泰坦」為名，象徵著超越人類力量和開創傳說的精神，也代表著四位團員即將投下的震撼彈，他們所跨出每一步，都會留下像巨人的腳印般永不磨滅的印記。

## 成員
| 成員                    | 出生                | 備註 |
| 陳柏宇 比利（Billy）    | 1984年3月8日雙魚座  | - 擔任團長，舞蹈實力深厚，曾為舞蹈老師 - 曾參加我愛男子漢（冠軍）、超級接班人等選秀節目 - 全明星運動會第一季藍隊隊員，有《得比利者，得天下》的名言。 - 暱稱為「陳Q比」 - 隊長、主領舞、主Rapper、副唱 |
| 陳韋翰 奧斯丁（Austin） | 1988年5月14日金牛座 | - 原住民泰雅族血統，曾為大學生了沒班底。暱稱為皇上（來自粉絲） - 外型俊美，具有廣告和模特經驗，曾於2016年獲得網路人氣男神票選冠軍 - 第二主唱、形象                                                    |
| 姚正億 正義（Justice）  | 1990年6月11日雙子座 | - 擔任舞蹈及Rapper，亦擅長Beatbox - 親哥哥為張惠妹現任男友姚善鏞（Sam Yao） - 全明星運動會第一季藍隊隊員 穩定的表現具有沉默王牌之稱 - 主領舞、主Rapper、副唱                                          |
| 劉漢之 漢之（Josh）     | 1991年4月9日牡羊座  | - 馬來西亞出生，原住民泰雅族血統，曾為大學生了沒班底，當時名為虎牙 - 以優美聲線擔任隊內Vocal，喜好鑽研格鬥技 - 第一主唱、門面、中心 - 全明星運動會第四季紅隊隊員                                      |

## 音樂作品

### EP
| \| # \| EP資料 \| 曲目 \| \| 1st \| 《泰坦計畫 Titan Project》 - 發行日期：2017年1月16日 - 唱片公司：種子音樂 - 經紀公司：本勢娛樂 \| 曲目 1. 令我瘋狂 Make Me Crazy 2. 晃 Shake 3. 守護星 Star Guardian \| \| 2nd \| 《尬到底 Got Ya Back》 - 發行日期：2019年2月22日 - 唱片公司：種子音樂 - 經紀公司：本勢娛樂 \| 曲目 1. 尬到底 Got Ya Back 2. 百變紳士 Step To The Right 3. 換日線 The Crossing \| |                                                                                                |                                                                                 |
| # | EP資料                                                                                         | 曲目                                                                            |
| 1st | 《泰坦計畫 Titan Project》 - 發行日期：2017年1月16日 - 唱片公司：種子音樂 - 經紀公司：本勢娛樂 | 曲目 1. 令我瘋狂 Make Me Crazy 2. 晃 Shake 3. 守護星 Star Guardian              |
| 2nd | 《尬到底 Got Ya Back》 - 發行日期：2019年2月22日 - 唱片公司：種子音樂 - 經紀公司：本勢娛樂     | 曲目 1. 尬到底 Got Ya Back 2. 百變紳士 Step To The Right 3. 換日線 The Crossing |

### 單曲
| #   | 單曲資料                                                                          | 曲目                                          |
| 1st | 《絕對好感》 - 發行日期：2017年10月5日 - 唱片公司：種子音樂 - 經紀公司：本勢娛樂  | 曲目 1. 絕對好感 Feeling Alright              |
| 2nd | 《戀人鈴響》 - 發行日期：2017年12月16日 - 唱片公司：種子音樂 - 經紀公司：本勢娛樂 | 曲目 1. 戀人鈴響 Lover's Bell（聖誕特別單曲） |

| #   | 單曲資料                                                                    | 曲目                                             |
| 1st | 《我搞》 - 發行日期：2018年3月8日 - 唱片公司：種子音樂 - 經紀公司：本勢娛樂 | 曲目 1. 我搞 Work Out - 首度以小分隊創作形式登場 |

## 引用資料
1. ↑  .   [2022-05-23]. （原始内容存档于2022-05-23）.
2. ↑  . 娛樂新聞. 2017-02-06  [2017-03-19]. （原始内容存档于2017-03-20）.

## 外部連結
- 泰坦TITAN官方粉絲後援會TITAN Jr.（小坦克） （页面存档备份，存于）
- 泰坦TITAN官方臉書 （页面存档备份，存于）
- 泰坦TITAN官方YouTube頻道 （页面存档备份，存于）
- 泰坦的Instagram帳戶
- 比利的Instagram帳戶
- 奧斯丁的Instagram帳戶
- 正義的Instagram帳戶
- 漢之的Instagram帳戶